# Primer ministro de Yemen
El primer ministro de Yemen es el jefe de Gobierno del país. El primer ministro es nombrado por el presidente. El puesto fue creado cuando Yemen del Sur y Yemen del Norte se unificaron en 1990. Después de la unificación, durante unas semanas de 1994 hubo dos primeros ministros, tras una rebelión en el sur.

## Listado de primeros ministros
| No. | No.  | Primer ministro | Primer ministro                    | Período                  | Período                           | Partido                     | Presidente de Yemen | Presidente de Yemen                |
| No. | No.  | Primer ministro | Primer ministro                    | Inicio                   | Final                             | Partido                     | Presidente de Yemen | Presidente de Yemen                |
| --- | ---- | --------------- | ---------------------------------- | ------------------------ | --------------------------------- | --------------------------- | ------------------- | ---------------------------------- |
|     | 1    |                 | Haidar Abu Bakr al-Attas (1939–)   | 22 de mayo de 1990       | 9 de mayo de 1994 Derocado        | Partido Socialista de Yemen |                     | Ali Abdullah Saleh (1990–2012)     |
|     | —    |                 | Muhammad Said al-Attar (1927–2005) | 9 de mayo de 1994        | 6 de octubre de 1994              | Independiente               |                     | Ali Abdullah Saleh (1990–2012)     |
|     | 2    |                 | Abdul Aziz Abdul Ghani (1939–2011) | 6 de octubre de 1994     | 14 de mayo de 1997                | Congreso General del Pueblo |                     | Ali Abdullah Saleh (1990–2012)     |
|     | 3    |                 | Faraj Said Bin Ghanem (1937–2007)  | 14 de mayo de 1997       | 29 de abril de 1998               | Independiente               |                     | Ali Abdullah Saleh (1990–2012)     |
|     | 4    |                 | Abd Al-Karim Al-Iryani (1934–2015) | 29 de abril de 1998      | 31 de marzo de 2001               | Congreso General del Pueblo |                     | Ali Abdullah Saleh (1990–2012)     |
|     | 5    |                 | Abdul Qadir Bajamal (1946–2020)    | 31 de marzo de 2001      | 7 de abril de 2007                | Congreso General del Pueblo |                     | Ali Abdullah Saleh (1990–2012)     |
|     | 6    |                 | Ali Muhammad Mujawar (1953–)       | 7 de abril de 2007       | 10 de diciembre de 2011 Renuncia  | Congreso General del Pueblo |                     | Ali Abdullah Saleh (1990–2012)     |
|     | 7    |                 | Mohammed Basindawa (1935–)         | 10 de diciembre de 2011  | 24 de septiembre de 2014 Renuncia | Independiente               |                     | Abdrabbuh Mansur Hadi (2012-2022)  |
|     | —    |                 | Abdullah Mohsen al-Akwa (1961–)    | 24 de septiembre de 2014 | 9 de noviembre de 2014            | Al-Islah                    |                     | Abdrabbuh Mansur Hadi (2012-2022)  |
|     | 8    |                 | Khaled Bahah (1965–)               | 9 de noviembre de 2014   | 3 de abril de 2016                | Independiente               |                     | Abdrabbuh Mansur Hadi (2012-2022)  |
|     | 9    |                 | Ahmed Obeid bin Daghr (1952–)      | 4 de abril de 2016       | 15 de octubre de 2018             | Congreso General del Pueblo |                     | Abdrabbuh Mansur Hadi (2012-2022)  |
|     | (9)  |                 | Talal Aklan En rebeldía            | 1 de marzo de 2016       | 4 de octubre de 2016              | Partido Socialista de Yemen |                     | Mohammed Ali al-Houthi (2015–2016) |
|     | (10) |                 | Abdel-Aziz bin Habtour En rebeldía | 4 de octubre de 2016     | Incumbente                        | Congreso General del Pueblo |                     | Saleh Ali al-Sammad (2016-2018)    |

- Datos: Q1192903